# Райхенбах, Карл фон
Карл фон Райхенбах, также Рейхенбах (нем. Karl von Reichenbach; 12 февраля 1788, Штутгарт — 19 января 1869, Лейпциг, Германия) — немецкий химик, геолог, промышленник, естествоиспытатель, философ, барон. Состоял в Прусской академии наук. Первооткрыватель парафина и креозота, а также других химических продуктов на основе дёгтя, имевших экономическую значимость. В последние годы жизни фон Райхенбах исследовал гипотетическую витальную энергию, названную им одической силой.

## Биография
Получил степень доктора философии в Тюбингенском университете.
Занимался геологией. Организовал два железоделательных завода и первый большой завод для сухой перегонки дерева.
Райхенбах открыл парафин (1830) и креозот (1832). Эти открытия принесли ему значительное состояние, что позволило ему в 1839 году получить титул барона.
В 1836 году стал почетным гражданином Штутгарта.
С 1839 года занимался исследованиями человеческой нервной системы. Изучал неврастению, сомнамбулизм, истерию и страхи. После опроса многих пациентов он пришел к выводу, что такие болезни, как правило, влияют на людей, чьи сенсорные способности являются необыкновенно яркими. Таких людей он назвал «сенситивами».
С 1844 года занимался исследованиями открытой им таинственной всемирно распространенной силы «од», близкой, но не тождественной с животным магнетизмом, теорией Ф. Месмера. Проявления ода, по мнению Райхенбаха, заметны лишь «сенситивам».

## Одическая сила
Одическая сила или Од — гипотетическая витальная энергия, или жизненная сила, названная Карлом фон Райхенбахом в честь норвежского бога Одина. Концепцию одической силы Фон Райхенбах изложил в статье Исследования магнетизма, электричества, тепла и света в их связи с витальными силами, которая появилась в специальном выпуске научного журнала Annalen der Chemie und Physik. В статье он указал, что (1) Одическая сила имеет позитивный и негативный поток, а также светлую и темную стороны. (2) Индивидуумы могут намеренно и действенно её излучать особенно из рук, рта и лба. (3) Одическая сила имеет много возможностей для использования.
Однако разработать научное доказательство наличия универсальной жизненной силы фон Райхенбаху не удалось, поскольку его эксперименты основывались не на научных методах, а на отчетах сверхчувствительных индивидуумов о своих ощущениях и восприятиях («сенситивов»).